# Фелпс (округ, Небраска)
Шаблон:StateAbbr_ 40°31′ пн. ш. 99°25′ зх. д. / 40.51° пн. ш. 99.41° зх. д.
Округ Фелпс (англ. Phelps County) — округ (графство) у штаті Небраска, США. Ідентифікатор округу 31137.

## Історія
Округ утворений 1873 року.

## Демографія
За даними перепису
2000 року
загальне населення округу становило 9747 осіб, зокрема міського населення було 5669, а сільського — 4078.
Серед мешканців округу чоловіків було 4777, а жінок — 4970. В окрузі було 3844 домогосподарства, 2682 родин, які мешкали в 4191 будинках.
Середній розмір родини становив 3.
Віковий розподіл населення поданий у таблиці:
| Стать    | До 15 років | 15-21 | 22-29 | 30-39 | 40-49 | 50-65 | 65-85 | Понад 85 |
| -------- | ----------- | ----- | ----- | ----- | ----- | ----- | ----- | -------- |
| Чоловіки | 1082        | 441   | 381   | 652   | 742   | 757   | 626   | 96       |
| Жінки    | 1015        | 402   | 352   | 643   | 724   | 792   | 818   | 224      |

## Суміжні округи
- Баффало — північний схід
- Карні — схід
- Франклін — південний схід
- Гарлан — південь
- Фернас — південний захід
- Госпер — захід
- Доусон — північний захід